# CD Aves
Clube Desportivo das Aves är en portugisiskt sportklubb från Vila das Aves. Den är mest känd för sitt  fotbollslag. Säsongen 2007/2008 kom laget på 16:e plats i Bwin liga, den portugisiska förstaligan, och blev därför nedflyttade till Liga de Honra. Hemmamatcherna spelas på Estádio do CD das Aves.

## Placering tidigare säsonger
| Säsong  | Nivå | Liga                   | Placering | Referens | Notering                               |
| ------- | ---- | ---------------------- | --------- | -------- | -------------------------------------- |
| 2010/11 | 2    | Segunda Liga           | 8         | [ 1 ]    |                                        |
| 2011/12 | 2    | Segunda Liga           | 3         | [ 2 ]    |                                        |
| 2012/13 | 2    | Segunda Liga           | 5         | [ 3 ]    |                                        |
| 2013/14 | 2    | Segunda Liga           | 4         | [ 4 ]    |                                        |
| 2014/15 | 2    | Segunda Liga           | 18        | [ 5 ]    |                                        |
| 2015/16 | 2    | Segunda Liga           | 8         | [ 6 ]    |                                        |
| 2016/17 | 2    | Segunda Liga           | 2         | [ 7 ]    | Uppflyttad till Primeira Liga          |
| 2017/18 | 1    | Primeira Liga          | 13        | [ 8 ]    | 🏆 Cupmästare                          |
| 2018/19 | 1    | Primeira Liga          | 14        | [ 9 ]    |                                        |
| 2019/20 | 1    | Primeira Liga          | 18        | [ 10 ]   | Nedflyttad till Campeonato de Portugal |
| 2020/21 | 3    | Campeonato de Portugal | X         | [ 11 ]   |                                        |

## Kända spelare
- Ricardo Mangas, (2017–2020)
- Estrela